# Astronium lecointei
Astronium lecointei là một loài thực vật có hoa trong họ Đào lộn hột. Loài này được Ducke mô tả khoa học đầu tiên năm 1922.